# 김창수 (1873년)
김창수(金昌洙, 일본식 이름: 金山敬가네야마 다카시, 1873년 10월 4일 ~ 1959년 12월 3일)는 일제강점기의 관료로, 본적은 충청남도 대전군 외남면이다.

## 생애
1908년 경상북도 순흥군수, 1910년 경상남도 기장군수, 1911년 충청남도 회덕군수로 각각 임명되었으며 1912년 8월 1일 일본 정부로부터 한국병합기념장을 받았다. 1914년부터 1917년까지 충청남도 지방토지조사위원회 임시위원으로 재직했고 1914년 3월 충청남도 대전군수, 1918년 7월 충청남도 부여군수로 각각 임명되었다. 충청남도 부여군수로 재직 중이던 1921년 4월 군수시찰단에 참여하여 일본을 시찰하기도 했으며 1921년 9월 30일 고등관 4등, 1923년 4월 4일 종5위에 각각 서위되었다.
1915년 11월 10일 일본 정부로부터 다이쇼대례기념장, 1920년 9월 29일 훈6등 서보장을 받았으며 1922년 5월부터 1923년 3월까지 충청남도 서산군수를 역임했다. 1924년 4월 1일과 1927년 4월 1일 충청남도 민선 도평의회원으로 임명되었고 1928년 11월 16일 일본 정부로부터 쇼와대례기념장을 받았다.
1929년 5월 조선박람회 평의원에 촉탁되었으며 1931년 5월 동아일보 대전지국 고문, 1931년 7월 충청남도진흥회 회장, 1931년 8월 대전시민회 부회장, 1932년 9월 충청남도도청이전대전축하회 부회장, 1933년 4월 대전보통학교학부형위원회 이사장, 1934년 2월 대전제3보통학교기성회 발기인 등을 차례로 역임했다. 1933년 5월 10일 충청남도 민선 도회의원으로 임명되었고 1934년 3월 충청남도 도회의원 자격으로 만주국 시찰단의 일원으로 참여했다.
1938년 6월과 1942년 6월 대전세무감독국 대전세무서 소득조사위원회 위원으로 임명되었고 1939년 11월 조선유도연합회 평의원, 1941년 10월 조선임전보국단 발기인 및 평의원을 역임했다. 1939년 6월 3일부터 1942년 6월 2일까지 조선총독부 중추원 참의를 역임했으며 1941년 6월 중추원 부여신궁공사 근로봉사에 참여했다. 친일파 708인 명단의 중추원 부문, 민족문제연구소의 친일인명사전 수록자 명단의 중추원 부문과 관료 부문, 친일반민족행위진상규명위원회가 발표한 친일반민족행위 705인 명단에 포함되었다.

## 참고 자료
- 친일반민족행위진상규명위원회 (2009). 〈김창수〉. 《친일반민족행위진상규명 보고서 Ⅳ-4》. 서울. 341~354쪽.